# Opera (browser)
Opera è un navigatore web freeware e multipiattaforma prodotto da Opera Software, disponibile per i sistemi operativi Windows, MacOS, Linux, Android, iOS e molti altri.

## Storia
Opera è nato nel 1994 come progetto di ricerca della Telenor, la più grande compagnia di telecomunicazioni norvegese. Nel 1995 fu fondata la Opera Software ASA, che si dedica da allora al suo sviluppo. Attualmente risulta essere il quinto browser più utilizzato.
Il 12 febbraio 2013, Opera Software ha annunciato che avrebbe abbandonato il proprio motore di layout Presto a favore di WebKit, implementato dal browser Chrome di Google, utilizzando il codice del progetto Chromium. Il 3 aprile 2013, Google ha annunciato che avrebbe biforcato i componenti da WebKit per formare un nuovo motore di layout, Blink. Quel giorno, Opera Software ha confermato che avrebbe seguito Google nell'implementazione di Blink.
Il 28 maggio 2013 è stata resa disponibile una versione beta di Opera 15, la prima versione basata sul progetto Chromium.
A luglio 2016, Opera è acquisita da un consorzio cinese capitanato da Qihoo 360.
Nel gennaio 2017 è trapelato il codice sorgente di Opera 12.15, una delle ultime versioni ancora basate sul motore di layout Presto.
Per dimostrare quanto radicalmente diverso potesse apparire un browser, Opera Neon, soprannominato "browser concettuale", è stato rilasciato nel gennaio 2017. PC World lo ha paragonato ai modelli demo che le case automobilistiche e i fornitori di hardware rilasciano per mostrare le loro visioni del futuro. Invece della funzione di navigazione rapida, mostra i siti web a cui si accede più frequentemente, in modo simile a un desktop con icone di computer sparse su di esso in una disposizione artistica.
Il 10 maggio 2017 è stato rilasciato Opera 45. In particolare, questa è stata l'ultima versione del browser compatibile con le distribuzioni Linux a 32 bit, mentre le versioni successive richiedevano una distribuzione Linux a 64 bit. Questa versione, ispirata al precedente design di Opera Neon, è stata chiamata "Opera Reborn" e rielabora parti dell'interfaccia utente, come l'aggiunta delle modalità chiaro e scuro, e integra le applicazioni di messaggistica Facebook Messenger, WhatsApp e Telegram. Inoltre, sono state aggiunte nuove impostazioni per il blocco degli annunci pubblicitari e modifiche alla sicurezza.
Il 4 gennaio 2018 è stata rilasciata Opera 50. Questa versione ha aggiornato il browser per utilizzare l'ad-blocker integrato e fornire protezione contro il mining di criptovalute, impedendo ai siti di eseguire script che tentano di utilizzare la CPU per estrarre criptovalute. Inoltre, il browser ha aggiunto il supporto per Chromecast, miglioramenti al supporto VR, il salvataggio delle pagine come PDF e prestazioni VPN migliorate con posizioni basate sulla regione anziché sul paese.
Il 9 aprile 2019 è stato rilasciato Opera 60. Questa versione, nome in codice Reborn 3, si concentrava sullo sviluppo del browser verso un design più minimale, migliorando ulteriormente il servizio VPN gratuito, ed è stata pubblicizzata come "il primo browser al mondo compatibile con Web3", in quanto includeva integrazioni pronte all'uso con applicazioni blockchain e criptovalute.
Il 21 maggio 2019, Opera GX è stato annunciato e aperto all'accesso anticipato. L'unica informazione disponibile in questo annuncio è che il browser sarebbe stato una versione speciale del browser, rivolta a chi gioca. Il programma di accesso anticipato è stato aperto l'11 giugno 2019.
Il 24 giugno 2021 è stata rilasciata Opera 77, nome in codice Opera R5. Tra gli aggiornamenti più significativi del browser, ha aggiunto ulteriori servizi di streaming musicale nella barra laterale, integrando il supporto nativo per Apple Music, Spotify, YouTube Music, Tidal, SoundCloud e Gaana. È stata inoltre aggiunta la funzionalità "Pinboard", che consente agli utenti di creare una raccolta condivisibile di siti web, immagini, link e note in formato visivo. È stata inoltre aggiunta una funzionalità di popout video per le videoconferenze, che si attiva automaticamente quando si cambia scheda, scomparendo dalla finestra quando si naviga fuori e riapparendo quando si torna indietro.
Nel maggio 2023, in collaborazione con OpenAI, è stato lanciato Aria, browser con intelligenza artificiale generativa.
Il 20 giugno 2023, Opera ha lanciato Opera 100, nome in codice Opera One, una versione del browser costruita da zero attorno all'intelligenza artificiale, presentata il 25 aprile 2023. Questo browser include un'intelligenza artificiale nativa chiamata Aria, un motore di intelligenza artificiale basato su GPT sviluppato in collaborazione con OpenAI che analizza le informazioni web, genera testo e codice e altro ancora. Sono state introdotte anche isole di schede, che consentono di raggruppare le schede del browser, aggiungerle ai preferiti, ridurle e altro ancora. Sono state apportate importanti modifiche all'interfaccia utente ed è stato introdotto un compositore multithread, che consente al browser di funzionare e visualizzare le animazioni in modo molto più fluido di quanto fosse in precedenza. Nel febbraio 2025, la piattaforma ha lanciato l'anteprima del suo Browser Operator, un assistente di intelligenza artificiale che gestisce le attività di navigazione per gli utenti.

## Caratteristiche
Rispetto ai suoi concorrenti, Opera è stato il browser che ha mantenuto più a lungo una politica di vendita. In alternativa all'acquisto della licenza era possibile utilizzarlo gratuitamente, a patto di avere un banner pubblicitario nella finestra del programma. Il 30 agosto 2005 la Opera Software, per celebrare il decennale del suo browser, ha regalato codici di registrazione, validi per tutte le piattaforme supportate, per accedere al browser senza pubblicità. Ma solo a partire dal 20 settembre 2005, con la versione 8.50, Opera è diventato un software completamente gratuito grazie alla rimozione del banner.
Oltre ad essere un browser per il web, Opera è anche un client FTP, NNRP per Usenet, SMTP per le e-mail (con supporto anti-spam), per BitTorrent (per il quale include una funzionalità di ricerca) e IRC. Storicamente Opera è stato il primo browser a permettere la navigazione di più siti web contemporaneamente in un'unica finestra del programma mediante MDI. La versione 4.0 di Opera introdusse l'interfaccia a schede (il cosiddetto tabbed browsing): pur essendo una tecnica già adottata fin dal 1994, Opera ne diffuse la notorietà. È stato il primo browser ad introdurre la funzione di salva sessione corrente e quella di anteprima (in formato "miniatura") dei vari tab, e, a partire dalla versione 11.01, la possibilità di organizzare i tab in cartelle.
Opera è disponibile in 44 lingue differenti, e supporta molti sistemi operativi, tra cui Windows, Linux, Macintosh, FreeBSD e Solaris. Come molti altri browser, Opera sfrutta la maggior parte delle specifiche web di nuova implementazione, supporta i temi (skins) che possono essere configurati in modo da personalizzare il programma. È possibile personalizzare il programma anche implementando dei pulsanti personalizzati. Utilizza inoltre un proprio motore di renderizzazione, denominato presto, sviluppato dalla stessa Opera Software.
Per estendere le proprie funzionalità, Opera supporta l'architettura per i plug-in Netscape.

### Funzioni avanzate
Opera dispone di diverse funzioni per gli utenti esperti e gli sviluppatori. Ad esempio permette di disattivare il caricamento di tutte le immagini o solo di quelle che non sono nella cache; permette di disattivare alcuni o tutti gli elementi grafici di una pagina, fino ad ottenere una rappresentazione simile a quella ottenibile con un browser puramente testuale come Lynx. È possibile anche modificare il codice HTML di una pagina e visualizzare gli effetti della modifica senza salvarlo o ricaricare. Include inoltre un debugger integrato che permette di analizzare le caratteristiche di ogni elemento di una pagina, di visualizzare i tempi di caricamento di ogni componente, il DOM e gli errori degli script.
Integra un client torrent e uno di posta elettronica, per ricevere le e-mail da 5 differenti indirizzi.

### Modalità turbo
A partire da Opera 10 si ha a disposizione la modalità Turbo, la quale esattamente come in Opera Mini comprime i contenuti delle pagine web tramite i server Opera per velocizzarne il download, il che avvantaggia soprattutto le connessioni lente, come modem 56k o GPRS, o le tariffazione a traffico, mentre in presenza di una linea veloce come l'ADSL tale funzione può risultare controproducente.

### Gesti del mouse
Opera implementa una serie di mouse gesture non personalizzabili, attuabili con una combinazione di clic e trascinamenti del puntatore. Eccoli:
| Azione                                   | Come compierla                                                         |
| ---------------------------------------- | ---------------------------------------------------------------------- |
| Vai alla pagina precedente               | Tenere premuto il tasto destro del mouse e cliccare il sinistro        |
| Vai alla pagina precedente               | Tenere premuto il tasto Ctrl e trascinare il mouse a sinistra          |
| Vai alla pagina successiva               | Tenere premuto il tasto sinistro del mouse e cliccare il destro        |
| Vai alla pagina successiva               | Tenere premuto il tasto Ctrl e trascinare il mouse a destra            |
| Vai alla cartella superiore              | Tenere premuto il tasto Ctrl e trascinare il mouse su e poi a sinistra |
| Vai alla pagina successiva più probabile | Tenere premuto il tasto Ctrl, trascinare il mouse a destra e poi in su |
| Vai alla pagina successiva più probabile | Tenere premuto il tasto Ctrl + Maiusc, trascinare il mouse a destra    |
| Vai alla prima pagina (riavvolgi)        | Tenere premuto il tasto Ctrl, trascinare il mouse a sinistra e poi giù |
| Vai alla prima pagina (riavvolgi)        | Tenere premuto il tasto Ctrl + Maiusc, trascinare il mouse a sinistra  |
| Vai alla home page                       | Cliccare due volte in una scheda vuota                                 |
| Aggiorna una pagina                      | Tenere premuto il tasto Ctrl e trascinare il mouse su e poi giù        |
| Arresta il caricamento                   | Tenere premuto il tasto Ctrl e trascinare il mouse su                  |

### Comandi vocali
Opera possiede un sistema di riconoscimento vocale e di sintesi vocale integrato. Per quanto riguarda la prima funzione, i comandi vanno pronunciati dopo aver premuto un apposito pulsante, preceduti dalla parola "Opera" (per differenziarli da eventuali comandi vocali supportati dai siti Web visitati). Per quanto riguarda la funzione di sintesi (disponibile solo in lingua inglese), è possibile far pronunciare a Opera il testo selezionato (tramite pulsante o comando vocale), con voce maschile o femminile.
Questa funzione venne abbandonata con la versione 12.

### Opera Unite
Opera Unite è una tecnologia in grado di trasformare il browser in un server Web personale, che venne pubblicata per la prima volta il 16 giugno 2009. Aggiungendo un server al programma, Opera Unite permette l'uso di diversi servizi come la condivisione di file, chat, visione di video in diretta (streaming) e l'uso di web server.
Alla pubblicazione della versione stabile di Opera 10.00, Opera Software ha deciso di non implementare Opera Unite nella versione (quando invece era presente nelle prime tre beta) in quanto considerata ancora troppo instabile e poco affidabile. Nel novembre 2009 è stata pubblicata la versione 10.10 stabile (preceduta da una beta) che implementa Opera Unite.
Nel 2012 con lo sviluppo della versione 12.00 del browser, la software house ha deciso di cessare il supporto a Opera Unite e Opera Widgets, per concentrarsi sulla piattaforma Estensioni del browser.

### Cronologia delle versioni
Si riportano di seguito l'elenco delle versioni principali di Opera e le maggiori innovazioni introdotte ad ogni versione:
- Opera (1.00) - 14 aprile 1994
  - Interfaccia MDI (navigazione a schede)
  - Sessioni di navigazione
- Opera (2.00) - 22 aprile 1996
  - Supporto client NNTP
  - Supporto client SMTP
- Opera (2.10) - 9 dicembre 1996
  - Supporto per la versione 3 di HTML
  - Introdotto lo zoom delle pagine web dal 20 al 1000%
- Opera (3.00) - 1º dicembre 1997
  - Supporto per JavaScript
  - Supporto per SSL
  - Supporto completo per HTML 2 e parziale per HTML 3.2
  - Supporto per i plug-in Netscape
- Opera (3.50) - 18 novembre 1998
  - Nuovo motore di rendering Elektra
  - Supporto per Java
  - Supporto per CSS 1
  - Supporto per TLS v. 1
- Opera (4.00) - 28 giugno 2000
  - Interfaccia di navigazione a schede
  - Supporto per SSL 2 e 3, CSS1, CSS2, XML, HTML 4.0, HTTP 1.1
  - introdotta la possibilità di eliminare i dati personali
- Opera (5.00) - 6 dicembre 2000
  - Prima versione gratuita, supportata da pubblicità inclusa nell'interfaccia grafica
- Opera (5.10) - 10 aprile 2001
  - Gesti del mouse
- Opera (6.00) - 18 dicembre 2001
- Opera (7.00) - 28 gennaio 2003
  - Motore di rendering Presto
  - Client per e-mail completo
  - Supporto per WML 1.3 e 2.0
- Opera (7.30) - 23 marzo 2004
  - Supporto iniziale per i comandi vocali
- Opera (8.00) - 19 aprile 2005
  - Supporto per Scalable Vector Graphics
  - Supporto per XMLHttpRequest per tecnologia AJAX
- Opera (9.00) - 20 giugno 2006
  - Supporto per il tag <canvas>
  - Supporto per BitTorrent
  - Supera il test Acid2
  - Speed dial (dalla versione 9.20 in poi)

- Opera (9.50) - 12 giugno 2008
  - Supporto per MathML
  - Nuovo debugger per gli sviluppatori web
  - viene introdotto lo Speed Dial
- Opera (10.00) - 1º settembre 2009
  - Supera il test Acid3
  - Supporto per Web Open Font Format
- Opera (10.50) - 2 marzo 2010
  - Supporto per CSS3
  - Supporto per il tag <video> di HTML5
- Opera (10.60) - 1º luglio 2010
  - Supporto per la geolocalizzazione
  - Supporto per il formato video WebM
- Opera (11.00) - 16 dicembre 2010
  - Nuova libreria grafica per il rendering
- Opera (11.10) - 12 aprile 2011
  - Migliorata la Modalità Turbo
  - Plugin di procedura guidata d'installazione
  - Speed Dial 2.0
  - Supporto per HTML 5.0
  - Motore di rendering Presto 2.8
  - Supporto per le nuove estensioni del browser
  - Supporto per le cartelle di tab
- Opera (11.50) - 28 giugno 2011
  - Nuovo motore di rendering Presto 2.9
  - Introdotto l'ambiente di sviluppo Opera Dragonfly 1.0
  - Sincronizzazione delle password salvate con Opera Link
  - Supporto all'elemento 'time' HTML5
  - Possibilità di installare estensioni nello Speed Dial
- Opera (11.60) - 6 dicembre 2011
  - Migliorata la gestione mail
  - Supporto molto più esteso dei tag HTML5
  - Minor consumo di memoria
  - Supporto MathML
  - Nuovo motore di rendering Presto 2.10
  - Nuovo parser HTML5
- Opera (12.00) - 14 giugno 2012
  - Introdotta versione a 64 bit per Windows e Mac
  - Supporto per funzionalità 'Drag e Drop' HTML5
  - Eliminati Opera Voice, Opera Unite e Opera Widgets
  - Supporto agli script Right-to-Left (RTL)
- Opera (15)
  - Browser basato su Chromium
  - Nuovo motore di rendering Blink
  - Client per e-mail non più integrato
  - Discover, funzione che propone un insieme di articoli, organizzati per categorie
  - Stash, permette di confrontare le pagine
  - Barra universale

## Altre versioni

### Web mobile
Opera è stato sviluppato anche per i dispositivi mobili, con due varianti, che si distinguono per il rendering del web; la popolarità di tale browser ha superato quota 100 milioni di utenti nel febbraio del 2011.
Le due varianti di Opera per i dispositivi mobili sono: "Browser Opera" pensata per l'elevate prestazioni ed "Browser Opera Mini" pensata per i dispositivi meno prestanti.
Opera ha riscosso un notevole successo grazie alla tecnologia SSR (Small Screen Rendering), modalità di renderizzazione predefinita per dispositivi con schermi di 128 pixel di larghezza o meno, che lo rende particolarmente adatto a dispositivi con display di piccole dimensioni. In questa modalità, la pagina viene riformattata in una singola colonna verticale, gli elenchi lunghi e barre di navigazione sono automaticamente compressi (nascondendo la maggior parte della lista o bar) con una caratteristica nota come "contenuto pieghevole" e un segno più (+) viene visualizzato accanto al contenuto compresso, permettendo di accedere al contenuto di tale elenco o barra. In modalità SSR, le immagini sono ridotte a non più del 70% della dimensione dello schermo in entrambe le direzioni.
Gli sviluppatori web possono accendere a Small-Screen Rendering sull'edizione desktop di Opera per vedere come il loro sito web viene mostrato sulle edizioni mobile di Opera.
Opera Mini è un Web browser per cellulari sviluppato in Java ME e disponibile fin dal 24 gennaio 2006. Per permettere la visualizzazione di pagine web complesse su dispositivi dalle capacità computazionali estremamente limitate e la corretta fruizione delle pagine web non pensate per i dispositivi mobili, Opera Mini demanda il rendering delle pagine a un server remoto, che invia il risultato al browser che ne ha fatto richiesta.
La pre-elaborazione aumenta anche la compatibilità con le pagine web che non sono progettate per i telefoni cellulari e quindi permette di fruire di quei siti che altrimenti non sarebbero visitabili, come ad esempio in presenza di script complessi: se un tipo di carattere richiesto non è disponibile sul dispositivo, come può essere nel caso degli alfabeti indiani, Hindi e alcuni altri set di caratteri non latini, il contenuto viene inviato in forma di immagine bitmap.
Tra le altre caratteristiche, la versione Mini supporta l'apertura di più siti contemporaneamente, il salvataggio delle pagine sulla memoria del cellulare e integra un gestore per i download.
Questa versione del browser è compatibile con tutti i dispositivi in grado di supportare J2ME oltre che per Android, BlackBerry, Symbian S60, Windows Mobile, dispositivi con iOS (iPhone, iPad e iPod touch) e smartphone con sistema operativo Windows Phone.
Il 31 maggio 2012 venne pubblicata la versione 7, la quale oltre a migliorare le performance e ridurre i requisiti minimi, non ha più il limite dei speed dials ed introduce una nuova pagina riassuntiva di diverse attività, dai social network, alle notizie e feed, inoltre per gli utenti Android sarà possibile utilizzare l'acceleratore grafico per l'interfaccia grafica, nello stesso anno venne pubblicata la versione 7.1, che introduce la gestione dei file scaricati e di riprendere i download interrotti.
Nel marzo del 2014 viene pubblicata la versione 8, che introduce la nuova interfaccia, nuove modalità di fruizione (navigazione privata, modalità notte).
Il 14 aprile 2015 Opera Mini diventa "Browser Opera Mini" e riceve un importante aggiornamento che introduce una nuova interfaccia, supporto allo swipe, miglior supporto ai dispositivo con elevati DPI, la combinazione della barra di ricerca e di navigazione, l'unione della pagina iniziale con la pagina esplora, ed altri minori.
Per il mercato dei dispositivi palmari e dei telefoni cellulari evoluti (smartphone di fascia alta), Opera mobile è stato sviluppato dal 17 febbraio del 2000, inizialmente pubblicata solo ad operatori e produttori e solo per apparecchi Psion. Dal 2003 è disponibile per Windows Mobile, ed oggi è possibile utilizzarlo anche sulle piattaforme Android e Symbian; è in sviluppo per i sistemi operativi Maemo, MeeGo e Windows Phone.
Tra i maggiori costruttori che hanno deciso di adottare Opera Mobile si ricordano HTC, Nokia, Sony Ericsson, Sharp, Kyocera, Motorola e Sendo.
Opera Mobile utilizza il motore di layout Presto e supporta diversi standard web, così come AJAX, HTML5 e Adobe Flash (solo per Android), elaborando le pagine web e le informazioni prelevate direttamente dal web.
A partire dalla versione 9.7 si può utilizzare Opera Turbo, funzionalità presente anche nella versione Desktop e simile al funzionamento di Opera Mini; le pagine web vengono compresse tramite Opera Software "Turbo" server, riducendo così dimensioni del download. Di conseguenza i tempi di caricamento della pagina sono ridotti, riducendo il consumo di larghezza di banda fino all'80%.
Con la versione 12 (pubblicata nel 2012) si è introdotto il supporto hardware ed estesa la compatibilità all'HTML5 e WebGL.
Opera Mobile il 5 marzo 2013 è diventato "Browser Opera" e sul market Google Play è comparsa la prima beta della nuova versione del browser per cellulari Android. Tale versione utilizza WebKit in quanto si basa su Chromium 26 ed è dotata di interfaccia Holo. Il 21 maggio dello stesso anno il nuovo browser esce dalla beta e la versione ufficiale sostituisce in tutto e per tutto la versione precedente (ma che è possibile reinstallare) per i dispositivi con sistema operativo Android.
Il 9 luglio 2013 esce la versione numero 15 basata su Blink.
Il 10 settembre 2013 dopo un anno di lavoro viene "Coast" pubblicato un browser privo d'interfaccia utente visiva (ad eccezione di 2 tasti), ma gestito interamente tramite gesti.
Opera Touch è un browser reso disponibile sul Google Play Store e sull'Apple App Store il 19 aprile 2018, e punta a rendere la navigazione web più fluida ed immediata grazie ad una navigazione a gesti.

### Opera per Nintendo DS & Wii
Il 6 ottobre 2006 Opera ha pubblicato un software per Nintendo DS e Nintendo DS Lite, Nintendo DS Browser, per permettere ai dispositivi di navigare in internet tramite Wi-Fi, ma senza la visualizzazione di contenuti in Flash.
Il 22 dicembre 2006 è stata pubblicata una versione di Opera per Nintendo Wii. Questa particolare versione è adattata per il funzionamento su un dispositivo a bassa risoluzione come il televisore: attraverso l'uso dei Wiimote è possibile far scorrere le pagine e ingrandirne i dettagli. Viene fornito un sistema di ricerca rapida e la possibilità di gestire una lista dei preferiti.
Il 3 Aprile 2009 la Nintendo ha reso noto che Opera è disponibile per la piattaforma Nintendo DSi. Il browser Opera per Nintendo DSi è scaricabile con l'applicazione DSi Shop. Per accedervi è necessario che la console sia abilitata al Wi-Fi.

### Opera GX

Logo di Opera GX

Opera GX è un browser orientato al gioco, che è stato annunciato e pubblicato anticipatamente per Windows l'11 giugno 2019. La versione macOS è stata pubblicata nel dicembre dello stesso anno.
Opera GX aggiunge funzionalità orientate ai giocatori oltre al normale browser Opera. Il browser consente agli utenti di limitare l'utilizzo di rete, CPU e memoria per preservare le risorse di sistema. Aggiunge anche integrazioni con altre app come Twitch, Discord e Instagram. Il browser ha anche una pagina integrata chiamata GX Corner, che raccoglie pubblicazioni, offerte e articoli relativi ai giochi.
Il 20 maggio 2021, Opera ha pubblicato una versione mobile di Opera GX in beta per iOS, Android e il 1º dicembre è uscita la versione stabile 1.4.
Opera GX Mobile e il messenger Hype in Opera Mini sono stati entrambi riconosciuti per il loro design e innovazione all'avanguardia, vincendo tre Red Dot al Red Dot Award: Brand & Communication design 2021. Entrambi lanciati nel 2021, Hype e Opera GX Mobile hanno ora ricevuto riconoscimenti professionali in tre categorie; App (Opera GX), App: Social Networking (Hype) e Progettazione di interfacce e user experience: interfacce utente mobili (Opera GX).

### Opera Air
Opera Air è un browser alternativo a Opera e Opera GX orientato alla mindfulness. Il browser è stato lanciato il 4 febbraio 2025.
Opera Air include funzionalità integrate come esercizi di respirazione, meditazione, toni binaurali e stretching per il collo per promuovere il rilassamento e la mindfulness. Inoltre, il browser presenta un'interfaccia pulita e rilassante con un aspetto "vetro smerigliato" per creare un senso di tranquillità. E offre "Boost" di musica rilassante o stimolante per migliorare l'esperienza di navigazione e supportare la produttività o il rilassamento.

## Accoglienza
Il browser Opera è stato elencato come "alternativa diretta collaudata a Chrome". Ha ottenuto un punteggio vicino a Chrome nel test HTML5, che valuta la compatibilità dei browser con diversi standard web.
Le versioni con il motore di layout Presto sono state recensite positivamente, sebbene siano state criticate per problemi di compatibilità con i siti web. A causa di questo problema, Opera 8.01 e versioni successive includevano soluzioni alternative per aiutare alcuni siti web popolari ma problematici a essere visualizzati correttamente.

## Loghi

2001-2003
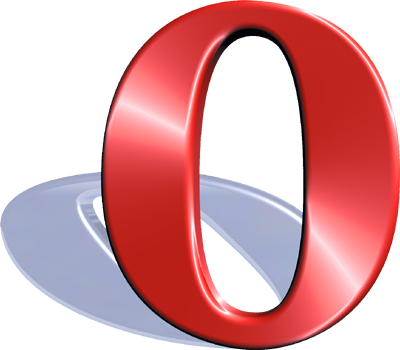
2003-2009
2009-2013
2013-2015
In uso dal 2015